# 滋賀県道240号樋口岩脇線
滋賀県道240号樋口岩脇線（しがけんどう240ごう ひぐちいおぎせん）は、滋賀県米原市を通る一般県道である。

## 概要
米原市樋口から米原市岩脇に至る。
起点のすぐ近くには、北陸自動車道 米原ICが設置されている。

### 路線データ
- 起点：米原市樋口（樋口西交差点、国道21号交点）
- 終点：米原市岩脇（国道8号交点）
- 総延長：3.6 km

## 路線状況

### 道路施設

#### 橋梁
- 谷口橋（菜種川、米原市）

## 地理

### 通過する自治体
- 米原市

### 交差する道路
| 交差する道路                        | 交差する場所 | 交差する場所        |
| ----------------------------------- | ------------ | ------------------- |
| 国道21号 旧中山道 重複              | 樋口         | 樋口西交差点 / 起点 |
| 国道8号 国道21号 重複 旧中山道 重複 | 岩脇         | 終点                |

### 沿線
- E8 北陸自動車道 1 米原IC
- E1 名神高速道路・E8 北陸自動車道 27-1 米原JCT
- 米原市保健センター
- 米原工業団地
- 滋賀県立米原高等学校
- 滋賀県立近江高等技術専門校